# Hamilton Mountain (circonscription provinciale)
Circonscription électorale provinciale du Canada
Hamilton Mountain est une circonscription provinciale de l'Ontario représentée à l'Assemblée législative de l'Ontario depuis 1976.

## Géographie
La circonscription est située dans le sud de l'Ontario et représente le centre-ville de la ville d'Hamilton.
Depuis le redécoupage de 2013, les circonscriptions limitrophes sont Hamilton-Centre, Hamilton-Est—Stoney Creek, Flamborough—Glanbrook et Hamilton-Ouest—Ancaster—Dundas. En 2011, les circonscriptions limitrophes étaient Ancaster—Dundas—Flamborough—Westdale, Hamilton-Centre, Hamilton-Est—Stoney Creek et Niagara-Ouest—Glanbrook.

## Historique
| Législature | Années        | Député             | Député              | Parti                     |
| ----------- | ------------- | ------------------ | ------------------- | ------------------------- |
| 31e         | 1977-1981     |                    | Brian Charlton      | Néo-démocrate             |
| 32e         | 1981-1985     |                    | Brian Charlton      | Néo-démocrate             |
| 33e         | 1985-1987     |                    | Brian Charlton      | Néo-démocrate             |
| 34e         | 1987-1990     |                    | Brian Charlton      | Néo-démocrate             |
| 35e         | 1990-1995     |                    | Brian Charlton      | Néo-démocrate             |
| 36e         | 1995-1999     |                    | Trevor Pettit       | Progressiste conservateur |
| 37e         | 1999-2003     |                    | Marie Bountrogianni | Libéral                   |
| 38e         | 2003-2007     |                    | Marie Bountrogianni | Libéral                   |
| 39e         | 2007-2011     | Sophia Aggelonitis |                     | Libéral                   |
| 40e         | 2011-2014     |                    | Monique Taylor      | Néo-démocrate             |
| 41e         | 2014-2018     |                    | Monique Taylor      | Néo-démocrate             |
| 42e         | 2018-2022     |                    | Monique Taylor      | Néo-démocrate             |
| 43e         | 2022–2025     |                    | Monique Taylor      | Néo-démocrate             |
| 44e         | 2025-en cours |                    | Monica Ciriello     | Progressiste conservateur |

## Circonscription fédérale
Depuis les élections provinciales ontariennes du 4 octobre 2007, l'ensemble des circonscriptions provinciales et des circonscriptions fédérales sont identiques.